# Liga Campionilor 1995-1996
Liga Campionilor 1995-1996 a fost a 41-a ediție a Ligii Campionilor UEFA.

## Calificare
| Echipa 1        | Scor gen. | Echipa 2             | Tur | Retur |
| --------------- | --------- | -------------------- | --- | ----- |
| Casino Salzburg | 0–1       | Steaua București     | 0–0 | 0–1   |
| Grasshopper     | 2–1       | Maccabi Tel Aviv     | 1–1 | 1–0   |
| Rangers         | 1–0       | Anorthosis Famagusta | 1–0 | 0–0   |
| Legia Varșovia  | 3–1       | IFK Göteborg         | 1–0 | 2–1   |
| Dynamo Kiev     | 4–1       | Aalborg BK           | 1–0 | 3–1   |
| Rosenborg       | 4–3       | Beșiktaș             | 3–0 | 1–3   |
| Anderlecht      | 1–2       | Ferencváros          | 0–1 | 1–1   |
| Panathinaikos   | (a)1–1    | Hajduk Split         | 0–0 | 1–1   |

| Anderlecht | 0 – 1 | Ferencváros |
| ---------- | ----- | ----------- |
|            |       | Kuntic 58'  |

| Ferencváros   | 1 – 1 | Anderlecht   |
| ------------- | ----- | ------------ |
| Kopunovic 50' |       | De Bilde 65' |

| Grasshopper Club Zürich | 1 – 1  | Maccabi Tel Aviv |
| ----------------------- | ------ | ---------------- |
| Ibrahim 49'             | Raport | Kashentsev 54'   |

| Maccabi Tel Aviv | 0 – 1  | Grasshopper Club Zürich |
| ---------------- | ------ | ----------------------- |
|                  | Raport | Comisetti 4'            |

## Faza grupelor

### Grupa A
| Echipă        | Pld | W | D | L | GF | GA | GD | Pts |
| ------------- | --- | - | - | - | -- | -- | -- | --- |
| Panathinaikos | 6   | 3 | 2 | 1 | 7  | 3  | +4 | 11  |
| Nantes        | 6   | 2 | 3 | 1 | 8  | 6  | +2 | 9   |
| Porto         | 6   | 1 | 4 | 1 | 6  | 5  | +1 | 7   |
| Aalborg       | 6   | 1 | 1 | 4 | 5  | 12 | −7 | 4   |

| Matchday One |     |               |
| Nantes       | 0–0 | Porto         |
| Aalborg BK   | 2–1 | Panathinaikos |
| Matchday Two |     |               |

| Panathinaikos                   | 3 – 1  | Nantes      |
| ------------------------------- | ------ | ----------- |
| Georgiadis 17' Warzycha 30' 46' | Raport | N'Doram 88' |

| Porto              | 2 – 0  | Aalborg BK |
| ------------------ | ------ | ---------- |
| Rui Barros 41' 62' | Raport |            |

|               |     |               |  | Matchday Three |
| Porto         | 0–1 | Panathinaikos |  |                |
| Nantes        | 3–1 | Aalborg BK    |  |                |
| Matchday Four |     |               |  |                |
| Panathinaikos | 0–0 | Porto         |  |                |
| Aalborg BK    | 0–2 | Nantes        |  |                |
| Matchday Five |     |               |  |                |
| Porto         | 2–2 | Nantes        |  |                |
| Panathinaikos | 2–0 | Aalborg       |  |                |
| Matchday Six  |     |               |  |                |
| Nantes        | 0–0 | Panathinaikos |  |                |
| Aalborg BK    | 2–2 | Porto         |  |                |

### Grupă B
| Echipă           | Pld | W | D | L | GF | GA | GD  | Pts |
| ---------------- | --- | - | - | - | -- | -- | --- | --- |
| Spartak Mos.     | 6   | 6 | 0 | 0 | 15 | 4  | +11 | 18  |
| Legia Varșovia   | 6   | 2 | 1 | 3 | 5  | 8  | −3  | 7   |
| Rosenborg        | 6   | 2 | 0 | 4 | 11 | 16 | −5  | 6   |
| Blackburn Rovers | 6   | 1 | 1 | 4 | 5  | 8  | −3  | 4   |

| Matchday One     |     |                 |
| Legia Varșovia   | 3–1 | Rosenborg       |
| Blackburn Rovers | 0–1 | Spartak Moscova |
| Matchday Two     |     |                 |

| Spartak Moscova                | 2 – 1  | Legia Varșovia |
| ------------------------------ | ------ | -------------- |
| Nikiforov 13' (pen.) Yuran 52' | Raport | Jozwiak 82'    |

| Rosenborg                           | 2 – 1  | Blackburn Rovers |
| ----------------------------------- | ------ | ---------------- |
| Løken 29' · Jakobsen · Stensaas 85' | Raport | Newell 62'       |

| Matchday Three   |     |                  |
| Legia Varșovia   | 1–0 | Blackburn Rovers |
| Rosenborg        | 2–4 | Spartak Moscova  |
| Matchday Four    |     |                  |
| Blackburn Rovers | 0–0 | Legia Varșovia   |
| Spartak Moscova  | 4–1 | Rosenborg        |
| Matchday Five    |     |                  |
| Rosenborg        | 4–0 | Legia Varșovia   |
| Spartak Moscova  | 3–0 | Blackburn Rovers |
| Matchday Six     |     |                  |
| Legia Varșovia   | 0–1 | Spartak Moscova  |
| Blackburn Rovers | 4–1 | Rosenborg        |

### Grupă C
| Echipă           | Pld | W | D | L | GF | GA | GD  | Pts |
| ---------------- | --- | - | - | - | -- | -- | --- | --- |
| Juventus         | 6   | 4 | 1 | 1 | 15 | 4  | +11 | 13  |
| Dortmund         | 6   | 2 | 3 | 1 | 8  | 8  | 0   | 9   |
| Steaua București | 6   | 1 | 3 | 2 | 2  | 5  | −3  | 6   |
| Rangers          | 6   | 0 | 3 | 3 | 6  | 14 | −8  | 3   |

| Steaua București | 1 – 0  | Rangers |
| ---------------- | ------ | ------- |
|                  | Raport |         |

| Borussia Dortmund | 1 – 3  | Juventus                             |
| ----------------- | ------ | ------------------------------------ |
| Möller 1'         | Raport | Padovano 12' Del Piero 37' Conte 69' |

| Juventus                                 | 3 – 0  | Steaua București |
| ---------------------------------------- | ------ | ---------------- |
| Di Livio 34' Del Piero 39' Ravanelli 49' | Raport |                  |

| Rangers                | 2 – 2  | Borussia Dortmund     |
| ---------------------- | ------ | --------------------- |
| Gough 63' Ferguson 73' | Raport | Herrlich 19' Kree 69' |

| Borussia Dortmund | 1 – 0  | Steaua București |
| ----------------- | ------ | ---------------- |
|                   | Raport |                  |

| Juventus                                  | 4 – 1  | Rangers   |
| ----------------------------------------- | ------ | --------- |
| Ravanelli 15' 76' Conte 17' Del Piero 23' | Raport | Gough 79' |

| Steaua București | 0 – 0  | Borussia Dortmund |
| ---------------- | ------ | ----------------- |
|                  | Raport |                   |

| Rangers | 0 – 4  | Juventus                                                |
| ------- | ------ | ------------------------------------------------------- |
|         | Raport | Del Piero 17' Torricelli 65' Ravanelli 88' Marocchi 90' |

| Rangers | 1 – 1  | Steaua București |
| ------- | ------ | ---------------- |
|         | Raport |                  |

| Juventus       | 1 – 2  | Borussia Dortmund   |
| -------------- | ------ | ------------------- |
| Del Piero 90+' | Raport | Zorc 30' Ricken 65' |

| Steaua București | 0 – 0  | Juventus |
| ---------------- | ------ | -------- |
|                  | Raport |          |

| Borussia Dortmund | 2 – 2  | Rangers |
| ----------------- | ------ | ------- |
|                   | Raport | Laudrup |

### Grupă D
| Echipă      | Pld | W | D | L | GF | GA | GD  | Pts |
| ----------- | --- | - | - | - | -- | -- | --- | --- |
| Ajax        | 6   | 5 | 1 | 0 | 15 | 1  | +14 | 16  |
| Real Madrid | 6   | 3 | 1 | 2 | 11 | 5  | +6  | 10  |
| Ferencváros | 6   | 1 | 2 | 3 | 9  | 19 | −10 | 5   |
| Grasshopper | 6   | 0 | 2 | 4 | 3  | 13 | −10 | 2   |

| Matchday One |     |             |
| Ajax         | 1–0 | Real Madrid |

| Grasshopper | 0 – 3  | Ferencváros                |
| ----------- | ------ | -------------------------- |
|             | Raport | Lisztes 61' Vincze 81' 90' |

| Ferencváros       | 1 – 5  | Ajax                                                    |
| ----------------- | ------ | ------------------------------------------------------- |
| Nyilas 59' (pen.) | Raport | Litmanen 57' 80' (pen.) 88' Kluivert 67' F. De Boer 85' |

| Real Madrid      | 2 – 0  | Grasshopper |
| ---------------- | ------ | ----------- |
| Zamorano 70' 89' | Raport |             |

| Matchday Three |     |             |
| Ajax           | 3–0 | Grasshopper |

| Real Madrid                                  | 6 – 1  | Ferencváros   |
| -------------------------------------------- | ------ | ------------- |
| Raúl 24' 25' 84' Zamorano 34' 47' Hierro 54' | Raport | Kopunovic 63' |

| Matchday Four |     |      |
| Grasshopper   | 0–0 | Ajax |

| Ferencváros | 1 – 1  | Real Madrid |
| ----------- | ------ | ----------- |
| Albert 36'  | Raport | Raúl 74'    |

| Matchday Five |     |      |
| Real Madrid   | 0–2 | Ajax |

| Ferencváros                              | 3 – 3  | Grasshopper                          |
| ---------------------------------------- | ------ | ------------------------------------ |
| Albert 20' Lisztes 24' Nyilas 86' (pen.) | Raport | Subiat 21' Comisetti 48' Ibrahim 64' |

| Matchday Six |

| Ajax                                         | 4 – 0  | Ferencváros |
| -------------------------------------------- | ------ | ----------- |
| Overmars 17' R. De Boer 22' Litmanen 62' 66' | Raport |             |

| Grasshopper | 0–2 | Real Madrid |

## Bracket
|  | Quarterfinals | Quarterfinals     | Quarterfinals | Quarterfinals | Quarterfinals |   |               | Semifinals | Semifinals | Semifinals | Semifinals | Semifinals |  |  | Final | Final | Final | Final | Final |  |
|  |               |                   |               |               |               |   |               |            |            |            |            |            |  |  |       |       |       |       |       |  |
|  | Spania        | Real Madrid       | 1             | 0             | 1             |   |               |            |            |            |            |            |  |  |       |       |       |       |       |  |
|  | Spania        | Real Madrid       | 1             | 0             | 1             |   |               |            |            |            |            |            |  |  |       |       |       |       |       |  |
|  | Italia        | Juventus          | 0             | 2             | 2             |   |               |            |            |            |            |            |  |  |       |       |       |       |       |  |
|  | Italia        | Juventus          | 0             | 2             | 2             |   | Italia        | Juventus   | 2          | 2          | 4          |            |  |  |       |       |       |       |       |  |
|  |               |                   |               |               |               |   | Italia        | Juventus   | 2          | 2          | 4          |            |  |  |       |       |       |       |       |  |
|  |               |                   | Franța        | Nantes        | 0             | 3 | 3             |            |            |            |            |            |  |  |       |       |       |       |       |  |
|  | Franța        | Nantes            | Franța        | Nantes        | 0             | 3 | 3             | 2          | 2          | 4          |            |            |  |  |       |       |       |       |       |  |
|  | Franța        | Nantes            |               |               |               |   |               |            |            | 4          |            |            |  |  |       |       |       |       |       |  |
|  | Rusia         | Spartak Moscova   | 0             | 2             | 2             |   |               |            |            |            |            |            |  |  |       |       |       |       |       |  |
|  | Rusia         | Spartak Moscova   | 0             | 2             | 2             |   | Italia        | Juventus   | -          | 1          | 1 (4)      |            |  |  |       |       |       |       |       |  |
|  |               |                   |               |               |               |   |               |            |            |            |            |            |  |  |       |       |       |       |       |  |
|  |               |                   | Țările de Jos | Ajax          | -             | 1 | 1 (2)         |            |            |            |            |            |  |  |       |       |       |       |       |  |
|  | Germania      | Borussia Dortmund | Țările de Jos | Ajax          | -             | 1 | 1 (2)         | 0          | 0          | 0          |            |            |  |  |       |       |       |       |       |  |
|  | Germania      | Borussia Dortmund |               |               |               |   |               |            |            | 0          |            |            |  |  |       |       |       |       |       |  |
|  | Țările de Jos | Ajax              | 2             | 1             | 3             |   |               |            |            |            |            |            |  |  |       |       |       |       |       |  |
|  | Țările de Jos | Ajax              | 2             | 1             | 3             |   | Țările de Jos | Ajax       | 0          | 3          | 3          |            |  |  |       |       |       |       |       |  |
|  |               |                   |               |               |               |   | Țările de Jos | Ajax       | 0          | 3          | 3          |            |  |  |       |       |       |       |       |  |
|  |               |                   | Grecia        | Panathinaikos | 1             | 0 | 1             |            |            |            |            |            |  |  |       |       |       |       |       |  |
|  | Polonia       | Legia Varșovia    | Grecia        | Panathinaikos | 1             | 0 | 1             | 0          | 0          | 0          |            |            |  |  |       |       |       |       |       |  |
|  | Polonia       | Legia Varșovia    |               |               |               |   |               |            |            | 0          |            |            |  |  |       |       |       |       |       |  |
|  | Grecia        | Panathinaikos     | 0             | 3             | 3             |   |               |            |            |            |            |            |  |  |       |       |       |       |       |  |

## Sferturi de finală
| Echipa 1          | Scor gen. | Echipa 2        | Tur | Retur |
| ----------------- | --------- | --------------- | --- | ----- |
| Real Madrid       | 1–2       | Juventus        | 1–0 | 0–2   |
| Nantes            | 4–2       | Spartak Moscova | 2–0 | 2–2   |
| Borussia Dortmund | 0–3       | Ajax            | 0–2 | 0–1   |
| Legia Varșovia    | 0–3       | Panathinaikos   | 0–0 | 0–3   |

### Primul tur
| Real Madrid | 1 – 0  | Juventus |
| ----------- | ------ | -------- |
| Raúl 21'    | Raport |          |

### Turul 2
| Juventus                   | 2 – 0  | Real Madrid |
| -------------------------- | ------ | ----------- |
| Del Piero 16' Padovano 53' | Raport |             |

Juventus a câștigat cu 2–1 la general.
| Spartak Moscova | 2 – 2  | Nantes |
| --------------- | ------ | ------ |
|                 | Raport |        |

Nantes a câștigat cu 4–2 la general.

## Semi-finale
| Echipa 1 | Scor gen. | Echipa 2      | Tur | Retur |
| -------- | --------- | ------------- | --- | ----- |
| Juventus | 4–3       | Nantes        | 2–0 | 2–3   |
| Ajax     | 3–1       | Panathinaikos | 0–1 | 3–0   |

### Primul tur
| Juventus               | 2 – 0  | Nantes |
| ---------------------- | ------ | ------ |
| Vialli 49' Jugović 66' | Raport |        |

### Turul 2
| Nantes                           | 3 – 2  | Juventus                   |
| -------------------------------- | ------ | -------------------------- |
| Capron 44' N'Doram 69' Renou 82' | Raport | Vialli 17' Paulo Sousa 50' |

Juventus a câștigat cu 4–3 la general.

## Finală
| Juventus      | 1 – 1 (a.e.t.) | Ajax         |
| ------------- | -------------- | ------------ |
| Ravanelli 12' | Raport         | Litmanen 41' |

|                                                                        |       | Penaltiuri                                                    |  |
| Ciro Ferrara · Gianluca Pessotto · Michele Padovano · Vladimir Jugović | 4 – 2 | Edgar Davids · Jari Litmanen · Arnold Scholten · Sonny Silooy |  |

| UEFA Champions League 1995-96 |
| ----------------------------- |
| Italia                        |
| Juventus Al doilea titlu      |